# Бронепалубни крайцери тип „Арогант“
Aрогант (на английски: Arrogant) са серия бронепалубни крайцери от 2-ри ранг, на Британския Кралски флот построени през 1890-те години на 19 век. Серията е развитие на крайцерите от типа „Еклипс“. Предназначени са за носене на ескадрена служба и нанасяне, в случай на необходимост, на таранен удар.
Всичко от проекта са построени 4 единици: „Aрогант“ (на английски: HMS Arrogant), „Фюриъс“ (на английски: HMS Furious), „Гладиатор“ (на английски: HMS Gladiator) и „Виндиктив“ (на английски: HMS Vindictive). Този тип кораби не получават развитие поради архаичността на таранната тактика.

## Конструкция

### Въоръжение
В периода 1903 – 1904 г. корабите са превъоръжени със 152 mm оръдия.

## История на службата
- HMS Arrogant – е заложен през 1895 г., спуснат на вода на 25 май 1896 г., в строй от 1898 г.
- HMS Furious – заложен на 10 юни 1895 г., спуснат на вода на 3 декември 1896 г. в строй от 1 юли 1898 г.
- HMS Gladiator – заложен през януари 1896 г., спуснат на вода на 18 декември 1896 г., в строй от април 1899 г.
- HMS Vindictive – заложен на 27 януари 1896 г., спуснат на вода на 9 декември 1897 г., в строй от 4 юли 1900 г.[2]

Към началото на Първата световна война крайцерите от 2-ри ранг се използват в качеството на различни спомагателни единици. „Арогант“, „Фюриъс“ и „Виндиктив“ се числят като блокшиви либо тендери, като последният, през 1918 г., е преоборудван на специален щурмови кораб, предназначен да засядне на плитчината в хода на десантната операция в Зебрюге.